# Euphausia crystallorophias
Az Euphausia crystallorophias a felsőbbrendű rákok (Malacostraca) osztályának krill (Euphausiacea) rendjébe, ezen belül az Euphausiidae családjába tartozó faj.

## Előfordulása
Az Euphausia crystallorophias a legdélebben élő krill-faj. Az Antarktisz partjai mentjén él, itt helyettesítve a nyíltabb tengerekben élő, Euphausia superbát, amely a 74-es szélességi körön felül található meg. Az Euphausia crystallorophiast általában 350-600 méteres mélységekben él, de néha 4000 méter mélyen is megtalálható.
Az első példányokat Robert Falcon Scott gyűjtötte be, a Discovery Expedition alkalmával. Ugyanez az expedíció alatt, Thomas Vere Hodgson is szerzett néhány ezer példányt, ebből a rákfajból. Az állatokat a jégbe vájt gödrökben találták meg.

## Megjelenése
Ez a világító rákfaj, kisebb méretű, mint az E. superba, csak 2,3-3,5 centiméter hosszú. A fiatal E. crystallorophias példányt, a fiatal E. superbától, a nagy méretű szem és a hosszú, hegyes csőrös képződmény különbözteti meg.

## Életmódja
Az Euphausia crystallorophias baktériumokkal, kovamoszatokkal, bomlástermékkel és egyéb mikroorganizmusokkal, köztük olyan alával is, amely a jég alatt nő, táplálkozik. Ez a rákfaj, más nagyobb állatok táplálékául szolgál. A vele táplálkozó állatok, a következők: halak, bálnák és pingvinek, ezekből főleg a csukabálnák, a Weddell-fókák, az Adélie-pingvinek és az antarktikus ezüsthalak (Pleuragramma antarcticum) fogyasszák nagyobb mértékben az Euphausia crystallorophiást. Mivel annyi állat táplálkozik ezzel a krillel, az E. crystallorophias jelentős szerepet játszik, az antarktiszi ökoszisztémában.

## Szaporodása
A legtöbb krill petétől eltérően, az E. crystallorophias petéje nem süllyed le a tengerfenékre, hanem a víz felszínén lebeg. Ilyenformán a lárva, kikelés után, nem kell felússzon a táplálékban gazdag helyekre. Azonban nem tudjuk, hogyan kerüli el a lárva, hogy a kifejlett fajtársai nehogy felfalják.

## Fordítás
- Ez a szócikk részben vagy egészben  az   Euphausia crystallorophias című angol Wikipédia-szócikk ezen változatának fordításán alapul.  Az eredeti cikk szerkesztőit annak laptörténete sorolja fel. Ez a jelzés csupán a megfogalmazás eredetét és a szerzői jogokat jelzi, nem szolgál a cikkben szereplő információk forrásmegjelöléseként.